# Hiomandíbula
La hiomandíbula o hueso hiomandibular está constituida por un par de cartílagos o huesos que en los peces permiten la fijación de la mandíbula superior e inferior al resto del cráneo. En los tetrápodos, debido a la modificación en la articulación de la mandíbula, la hiomandíbula se ha convertido en uno de los huesecillos del oído llamado Columela auris en los tetrápodos no mamíferos y Estribo en los mamíferos. En los tétrapodos no mamíferos, la columela auris es el único hueso del oído medio que trasmite el sonido desde el tímpano hasta el Oído interno, mientras que en los mamíferos es el más interno de los huesos del oído medio. En todos los vertebrados, e independientemente del nombre, este hueso se desarrolla como el más interno del segundo arco branquial embrionario y apoya sobre la cápsula cartilaginosa u ósea que recubre el oído interno. En los peces, el arco mandibular juega un papel importante en la relación de las quijadas del primer arco branquial con el cráneo.

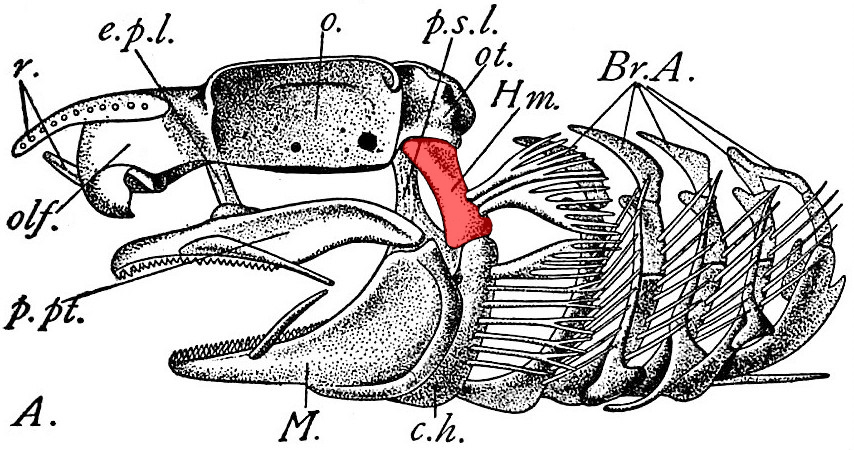
Hueso hiomandibular en un tiburón
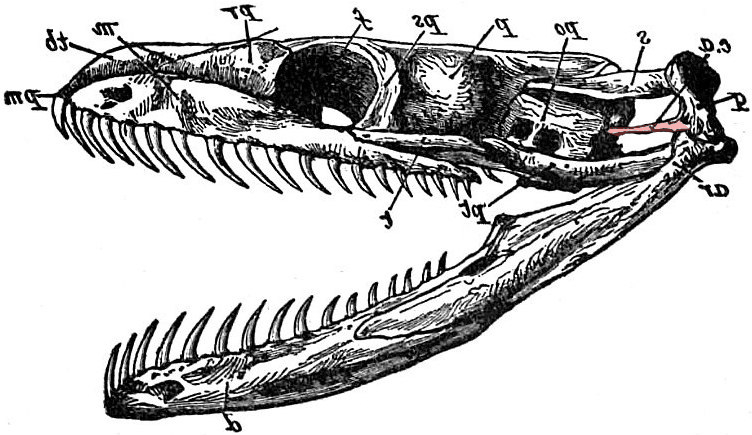
Columela auris en el cráneo de una serpiente Pitón
Huesos del oído medio humano